# Jimmie Ward
James „Jimmie“ Neko Suave Ward (geboren am 18. Juli 1991 in Racine, Wisconsin) ist ein US-amerikanischer American-Football-Spieler auf der Position des Safetys. Er spielt für die Houston Texans in der National Football League. Zuvor spielte er College Football für Northern Illinois und wurde von den San Francisco 49ers in der ersten Runde im NFL Draft 2014 ausgewählt.

## Frühe Jahre und College
Ward wurde in Racine, Wisconsin geboren und besuchte die Davidson High School in Mobile, Alabama. In seiner letzten Saison konnte sein Team das Viertelfinale der Meisterschaft in Alabama erreichen. Für seine Leistungen wurde Ward als Defensive MVP seines eigenen Teams ausgezeichnet. Er wurde als Zwei-Sterne-Rekrut bewertet. Anschließend bekam er kaum Stipendien angeboten und entschied sich für die Northern Illinois Huskies der Northern Illinois University College Football spielen.
Ward besuchte die Northern Illinois University von 2010 bis 2013. In seiner ersten Saison spielte er in allen 14 Spielen und konnte mit drei geblockten Punts einen neuen Schulrekord aufstellen. Nach der Saison wurde teamintern als Special Teams Player of the Year und Freshman of the Year ausgezeichnet. 2011 wurde er nach der Saison in das Third-Team All-MAC gewählt. In der Saison 2012 führte er sein Team mit 104 Tackles, 14 kamen davon im Orange Bowl gegen Florida State. Am Ende der Saison wurde er erstmals in das First-Team All-MAC gewählt. 2013 konnte er mit 95 Tackles wieder sein Team anführen und wurde erneut in das First-Team All-MAC gewählt. Zusätzlich wurde er in das Third-Team All-American von AP gewählt.

## NFL
| Größe                                        | Gewicht | Armlänge | Handgröße | 40 Yard Dash | 10 Yard Split | 20 Yard Split | 20-Yard Shuttle | 3 Cone Drill | Vertikaler Sprung | Standweitsprung | Bankdrücken      | Wonderlic Score |
| -------------------------------------------- | ------- | -------- | --------- | ------------ | ------------- | ------------- | --------------- | ------------ | ----------------- | --------------- | ---------------- | --------------- |
| 1,79 m                                       | 88 kg   | 0,79 m   | 0,24 m    | 4,47 s       | 1,56 s        | 2,54 s        | 4,24 s          | 6,89 s       | 0,97 m            | 3,18 m          | 9 Wiederholungen | 17              |
| Alle Werte vom Pro Day von Northern Illinois |         |          |           |              |               |               |                 |              |                   |                 |                  |                 |

### San Francisco 49ers
Ward wurde als dritter Safety an 30. Stelle in der ersten Runde im NFL Draft 2014 von den San Francisco 49ers ausgewählt. Am 22. Mai 2014 unterschrieb er einen Vierjahresvertrag mit einer Teamoption für ein fünftes Jahr über 7,11 Millionen US-Dollar.
In seiner ersten Saison war er hauptsächlich der Ersatzspieler von Eric Reid auf der Position des Free Safetys, nachdem er im Training Camp für die Position des Strong Safetys konkurrierte. Zusätzlich spielte er auch als Nickelback. Er spielte in acht Spielen und konnte 20 Tackles machen und zwei Pässe verhindern.
Auch in der folgenden Saison war Ward unter dem neuen Head Coach Jim Tomsula nur der Ersatz für Eric Reid. Er bekam dennoch mehr Spielzeit und konnte beim 26:20-Sieg gegen die Chicago Bears eine Interception von Jay Cutler fangen und diese zum Touchdown zurücktragen. Er beendete die Saison mit 57 Tackles, sechs abgewehrten Pässen und einem Pick Six.
In der folgenden Saison vollzog Ward einen Positionswechsel auf Cornerback, nachdem der bisherige Head Coach Jim Tomsula durch Chip Kelly ersetzt wurde. Vor der Saison wurde er als Starter gegenüber von Tramaine Brock bestimmt. Verletzungsbedingt konnte er nur elf Spiele bestreiten, in diesen aber 53 Tackles verbuchen sowie zwölf Pässe verhindern.
Am 1. Mai 2017 zogen die 49ers die Option für ein fünftes Jahr im Vertrag für Ward. Dadurch bekam in der Saison 2018 ein Gehalt von 8,52 Millionen US-Dollar. Zu Beginn des Training Camps führte der neue Defensive Coordinator Robert Saleh ein neues Verteidigungssystem mit einer Cover 3 als Grundausrichtung ein. Aufgrund des neuen Systems wechselte Ward seine Position wieder zu Free Safety, wodurch er in vier Jahren in der NFL bereits drei Positionen unter vier verschiedene Head Coaches und Defensive Coordinators spielte. Auch in der Saison 2017 war er von Verletzungen geplagt, so konnte er nur sieben Spiele bestreiten.
In der Saison 2018 konnte er nur in neun Spielen teilnehmen, bevor er sich in Woche 12 bei der 9:27-Niederlage gegen die Tampa Bay Buccaneers den Unterarm brach und für die restliche Saison ausfiel.
Vor der Saison 2019 einigten sich Ward und die 49ers auf einen neuen Einjahresvertrag über 4,5 Millionen US-Dollar. Am Ende der Regular Season gewannen die 49ers 13 Spiele und konnten den Nummer-1-Seed in der NFC erreichen. Dadurch erreichte Ward das erste Mal die Playoffs in der NFL. Nach überzeugenden Siegen gegen die Minnesota Vikings und Green Bay Packers zogen die 49ers in den Super Bowl ein. Dort verloren sie jedoch gegen die Kansas City Chiefs mit 20:31, obwohl sie noch im vierten Viertel mit 20:10 führten. In diesem Spiel konnte Ward mit elf Tackles die meisten Tackles des Teams erzielen.
Am 24. März 2020 verlängerte Ward seinen Vertrag um drei Jahre mit einem Gesamtvolumen von 28,5 Millionen US-Dollar. In Woche 12 der Saison 2020 konnte er beim 23:20-Sieg gegen die Los Angeles Rams zwei Fumbles verursachen, welche beide von den 49ers aufgenommen wurden. Mit einer Bilanz von 6–10 verpasste er mit den 49ers die Playoffs.
In der Saison 2021 konnte er beim 31:10-Sieg gegen die Los Angeles Rams im Monday Night Football mit zwei Interceptions im ersten Quarter auf sich aufmerksam machen, eine trug er sogar zum Touchdown zurück. Am letzten Spieltag der Regular Season konnte er mit den 49ers die Playoffs erreichen. Dort erreichte man nach Siegen gegen die Dallas Cowboys und Green Bay Packers, wo er ein Field Goal blocken konnte, das NFC Championship Game gegen die Los Angeles Rams. In diesem konnte er wieder eine Interception von Matthew Stafford fangen. Wie auch im Super Bowl verspielten die 49ers eine Führung von zehn Punkten im vierten Quarter und verloren damit  knapp mit 17:20 und verpassten die Teilnahme am Super Bowl.

### Houston Texans
Im März 2023 unterschrieb Ward einen Zweijahresvertrag bei den Houston Texans.

### NFL-Statistiken
| Saison                             | Saison | Spiele | Spiele      | Tackles | Tackles | Tackles | Tackles | Interceptions | Interceptions | Interceptions | Interceptions | Interceptions | Fumbles | Fumbles | Fumbles |
| Jahr                               | Team   | Spiele | als Starter | Gesamt  | Solo    | Ast     | Sacks   | PD            | INT           | Yds           | Lng           | TD            | FF      | FR      | TD      |
| ---------------------------------- | ------ | ------ | ----------- | ------- | ------- | ------- | ------- | ------------- | ------------- | ------------- | ------------- | ------------- | ------- | ------- | ------- |
| 2014                               | SF     | 8      | 0           | 20      | 19      | 1       | 0,0     | 2             | 0             | 0             | 0             | 0             | 0       | 0       | 0       |
| 2015                               | SF     | 16     | 8           | 57      | 48      | 9       | 1,0     | 6             | 1             | 29            | 29            | 1             | 0       | 0       | 0       |
| 2016                               | SF     | 11     | 10          | 53      | 43      | 10      | 1,0     | 12            | 1             | 8             | 8             | 0             | 1       | 1       | 0       |
| 2017                               | SF     | 7      | 6           | 32      | 27      | 5       | 0,0     | 1             | 0             | 0             | 0             | 0             | 0       | 1       | 0       |
| 2018                               | SF     | 9      | 7           | 24      | 19      | 5       | 0,0     | 0             | 0             | 0             | 0             | 0             | 1       | 0       | 0       |
| 2019                               | SF     | 13     | 13          | 65      | 51      | 14      | 1,0     | 8             | 0             | 0             | 0             | 0             | 0       | 0       | 0       |
| 2020                               | SF     | 14     | 14          | 73      | 45      | 28      | 0,0     | 4             | 0             | 0             | 0             | 0             | 2       | 0       | 0       |
| 2021                               | SF     | 16     | 16          | 77      | 51      | 26      | 0,0     | 6             | 2             | 27            | 27            | 1             | 0       | 0       | 0       |
| 2022                               | SF     | 12     | 5           | 50      | 38      | 12      | 0,0     | 5             | 3             | 0             | 0             | 0             | 1       | 0       | 0       |
| 2023                               | HOU    | 10     | 10          | 50      | 33      | 17      | 0,0     | 3             | 1             | 0             | 0             | 0             | 1       | 0       | 0       |
| 2024                               | HOU    | 10     | 10          | 48      | 32      | 16      | 0,0     | 4             | 2             | 67            | 65            | 1             | 0       | 0       | 0       |
| Gesamt                             | Gesamt | 126    | 99          | 549     | 406     | 143     | 3,0     | 51            | 10            | 131           | 65            | 3             | 6       | 2       | 0       |
| Quelle: pro-football-reference.com |        |        |             |         |         |         |         |               |               |               |               |               |         |         |         |

## Trivia
Bereits während der Highschool spielte er mit seinem späteren Teamkollegen Jaquiski Tartt zusammen.